# Żarska Wieś (gromada)
Żarska Wieś – dawna gromada, czyli najmniejsza jednostka podziału terytorialnego Polskiej Rzeczypospolitej Ludowej w latach 1954–1972.
Gromady, z gromadzkimi radami narodowymi (GRN) jako organami władzy najniższego stopnia na wsi, funkcjonowały od reformy reorganizującej administrację wiejską przeprowadzonej jesienią 1954 do momentu ich zniesienia z dniem 1 stycznia 1973, tym samym wypierając organizację gminną w latach 1954–1972.
Gromadę Żarska Wieś z siedzibą GRN w Żarskiej Wsi utworzono 1 stycznia 1960 w powiecie zgorzeleckim w woj. wrocławskim z części obszarów zniesionych gromad: Gronów (wsie Gronów, Przesieczany i Sławnikowice) i Żarki (wsie Żarki i Żarska Wieś) w tymże powiecie. Dla gromady ustalono 17 członków gromadzkiej rady narodowej
31 grudnia 1961, na mocy uchwały nr 20 WRN we Wrocławiu z 6 października 1961, gromadę Żarska Wieś miano znieść, a jej obszar włączyć do gromad: Czerwona Woda (wieś Przesieczany) i Pieńsk (wieś Żarki Średnie) oraz do znoszonej gromady Łagów (wsie Gronów, Sławnikowice i Żarska Wieś) w tymże powiecie. Mimo opublikowania uchwały w Dzienniku WRN z 20 grudnia 1961, Rada Ministrów uchwałą nr 510/61 z 28 listopada 1961 odmówiła zatwierdzenia aktualnego punktu uchwały WRN, przez co gromada Żarska Wieś utrzymała się.
Gromada przetrwała do końca 1972 roku, czyli do kolejnej reformy gminnej.